# 나야, 할머니
《나야, 할머니》는 2010년 9월 26일에 MBC에서 방영한 일요 드라마극장의 5편 중 한 편이다. 암으로 죽음을 앞둔 할머니와 부모 없이 이모 밑에서 자란 중학생 은하가 엮이게 되면서 진정한 가족이 되며 나누는 따뜻한 사랑 이야기이다.

## 등장 인물

### 주요 인물
- 나문희 : 지윤의 할머니 역
- 남지현 : 은하 역
- 이아현 : 은하의 이모 역
- 조희봉 : 할머니의 조카 역

### 그 외 인물
- 홍세나
- 조덕재
- 양주호
- 김민경
- 최영인
- 김유빈
- 박하영
- 박정민
- 이혜인
- 백은경
- 김재흠
- 이현진
- 김수진
- 진다은
- 송민경
- 임하나
- 유관인
- 남선우

## 수상
- 2010년 9월 이달의 좋은 프로그램상
- 2011년 서울 드라마 어워즈 여자 연기자상 나문희